# Agència de Satara
L'agència de Satara fou una entitat de l'Índia britànica, a la presidència de Bombai, formada per dos principats: Aundh i Phaltan, sota autoritat del col·lector de Satara (el governador del districte de Satara). Aquesta agència va sorgir dins dels anomenats jagirs de Satara formats per Akalkot, Aundh, Bhor, Daphlapur, Jath, i Phaltan, antics feudataris del raja de Satara. El 1849 cinc d'ells foren posats sota autoritat del col·lector de Satara i el sisè (Akalkot) sota el col·lector de Sholapur. Posteriorment el jagir de Bhor fou transferit al col·lector de Poona, i Jath i Daphlapur a l'Agència del País Maratha Meridional. Aquestos dos darrers foren després transferits al col·lector de Bijapur.
El sobirà d Aundh era un hindú de casta braman amb títol de Pant Pratinidhi; la famíli descendeix de Trimbak Krishna, un funcionari del poble de Kinhai a la taluka de Koregaon del districte de Satara. El 1690 el fill de Sivaji, Rajaram, va elevar a Parasuram Pant, fill de Trimbak, a la categoria de sardar i el 1698 li va confiar el títol de Pratinidhi o virrei, que el 1713 va esdevenir hereditari en la família. El sobirà era considerat de primera classe entre els sardars (nobles) del Dècan.
El sobirà de Phaltan era un maratha del clan Ponwar descendent de Podaka Jagdeo que va entrar al servei del sultà de Delhi i fou mort en batalla el 1327; el sultà llavors va donar el títol de nayak i un jagir al fill, Nimbraji. El 1825 l'estat fou annexionat pel raja de Satara que el 1827 va permetre no obstant la successió de Banaji Nayak pagant una nazarana o drets de successió de trenta mil rupies; a la seva mort el 1828 fou altre cop annexionat per Satara fins al 1841 quan la vídua del darrer cap va poder adoptar un fill; el sobirà portava el títol de Nimbalkar i era considerat tanmateix sardar de primera classe al Dècan.
Els dos sobirans van esdevenir tributaris britànics quan el principat de Satara es va extingir per lapse el 1849. Les dues famílies van rebre sanads autoritzant l'adopció. Aundh va veure condonat el seu tribut i Palthan pagava 9600 rupies en lloc d'un contingent armat que s'havia convingut al principi.
L'agència tenia una població el 1901 de 109.660 habitants repartits en 142 pobles. La majoria de la població era hindú (104.376); els musulmans eren 4.118 i els jains 1.166. Les castes principals eren els bramans, dhangars, kunbis, mahars, malls, marathes i ramoshis.